# Éliminatoires du Championnat d'Europe de football 2000
Navigation
Éliminatoires Euro 1996 Éliminatoires Euro 2004
Cet article traite des éliminatoires de l'Euro 2000.
La phase de qualification pour le Championnat d'Europe de football 2000 s'est déroulée de septembre 1998 à novembre 1999.
Les équipes ont été réparties dans neuf groupes de six et cinq groupes de cinq, où elles se sont rencontrées au sein du même groupe en matchs aller-retour. Les neuf vainqueurs de groupe ainsi que le meilleur deuxième sont directement qualifiés pour la phase finale. Les huit deuxièmes de groupe ont disputé les barrages attribuant les quatre dernières places qualificatives pour l'Euro-2000 en Belgique et aux Pays-Bas, dont les équipes étaient déjà qualifiées d'office.

## Groupe 1
| Rang | Équipe         | Pts | J | G | N | P | Bp | Bc | Diff |  | Résultats (▼ dom., ► ext.) |     |     |     |     |     |
| ---- | -------------- | --- | - | - | - | - | -- | -- | ---- |  | -------------------------- | --- | --- | --- | --- | --- |
| 1    | Italie         | 15  | 8 | 4 | 3 | 1 | 13 | 5  | +8   |  | Italie                     |     | 2-3 | 2-0 | 4-0 | 1-1 |
| 2    | Danemark       | 14  | 8 | 4 | 2 | 2 | 11 | 8  | +3   |  | Danemark                   | 1-2 |     | 2-1 | 1-2 | 1-0 |
| 3    | Suisse         | 14  | 8 | 4 | 2 | 2 | 9  | 5  | +4   |  | Suisse                     | 0-0 | 1-1 |     | 2-0 | 2-0 |
| 4    | Pays de Galles | 9   | 8 | 3 | 0 | 5 | 7  | 16 | -9   |  | Pays de Galles             | 0-2 | 0-2 | 0-2 |     | 3-2 |
| 5    | Biélorussie    | 3   | 8 | 0 | 3 | 5 | 4  | 10 | -6   |  | Biélorussie                | 0-0 | 0-0 | 0-1 | 1-2 |     |

## Groupe 2
| Rang | Équipe   | Pts | J  | G | N | P | Bp | Bc | Diff |  | Résultats (▼ dom., ► ext.) |     |     |     |     |     |     |
| ---- | -------- | --- | -- | - | - | - | -- | -- | ---- |  | -------------------------- | --- | --- | --- | --- | --- | --- |
| 1    | Norvège  | 25  | 10 | 8 | 1 | 1 | 21 | 9  | +12  |  | Norvège                    |     | 4-0 | 1-0 | 1-3 | 2-2 | 1-0 |
| 2    | Slovénie | 17  | 10 | 5 | 2 | 3 | 12 | 14 | -2   |  | Slovénie                   | 1-2 |     | 0-3 | 1-0 | 2-0 | 2-1 |
| 3    | Grèce    | 15  | 10 | 4 | 3 | 3 | 13 | 8  | +5   |  | Grèce                      | 0-2 | 2-2 |     | 1-2 | 2-0 | 3-0 |
| 4    | Lettonie | 13  | 10 | 3 | 4 | 3 | 13 | 12 | +1   |  | Lettonie                   | 1-2 | 1-2 | 0-0 |     | 0-0 | 1-0 |
| 5    | Albanie  | 7   | 10 | 1 | 4 | 5 | 8  | 14 | -6   |  | Albanie                    | 1-2 | 0-1 | 0-0 | 3-3 |     | 2-1 |
| 6    | Géorgie  | 5   | 10 | 1 | 2 | 7 | 8  | 18 | -10  |  | Géorgie                    | 1-4 | 1-1 | 1-2 | 2-2 | 1-0 |     |

## Groupe 3
| Rang | Équipe          | Pts | J | G | N | P | Bp | Bc | Diff |  | Résultats (▼ dom., ► ext.) |     |     |     |     |     |
| ---- | --------------- | --- | - | - | - | - | -- | -- | ---- |  | -------------------------- | --- | --- | --- | --- | --- |
| 1    | Allemagne       | 19  | 8 | 6 | 1 | 1 | 20 | 4  | +16  |  | Allemagne                  |     | 0-0 | 2-0 | 4-0 | 6-1 |
| 2    | Turquie         | 17  | 8 | 5 | 2 | 1 | 15 | 6  | +9   |  | Turquie                    | 1-0 |     | 1-3 | 3-0 | 2-0 |
| 3    | Finlande        | 10  | 8 | 3 | 1 | 4 | 13 | 13 | 0    |  | Finlande                   | 1-2 | 2-4 |     | 4-1 | 3-2 |
| 4    | Irlande du Nord | 5   | 8 | 1 | 2 | 5 | 4  | 19 | -15  |  | Irlande du Nord            | 0-3 | 0-3 | 1-0 |     | 2-2 |
| 5    | Moldavie        | 4   | 8 | 0 | 4 | 4 | 7  | 17 | -10  |  | Moldavie                   | 1-3 | 1-1 | 0-0 | 0-0 |     |

## Groupe 4
| Rang | Équipe  | Pts | J  | G | N | P  | Bp | Bc | Diff |  | Résultats (▼ dom., ► ext.) |     |     |     |     |     |     |
| ---- | ------- | --- | -- | - | - | -- | -- | -- | ---- |  | -------------------------- | --- | --- | --- | --- | --- | --- |
| 1    | France  | 21  | 10 | 6 | 3 | 1  | 17 | 10 | +7   |  | France                     |     | 0-0 | 2-3 | 3-2 | 2-0 | 2-0 |
| 2    | Ukraine | 20  | 10 | 5 | 5 | 0  | 14 | 4  | +10  |  | Ukraine                    | 0-0 |     | 3-2 | 1-1 | 2-0 | 4-0 |
| 3    | Russie  | 19  | 10 | 6 | 1 | 3  | 22 | 12 | +10  |  | Russie                     | 2-3 | 1-1 |     | 1-0 | 2-0 | 6-1 |
| 4    | Islande | 15  | 10 | 4 | 3 | 3  | 12 | 7  | +5   |  | Islande                    | 1-1 | 0-1 | 1-0 |     | 2-0 | 3-0 |
| 5    | Arménie | 8   | 10 | 2 | 2 | 6  | 8  | 15 | -7   |  | Arménie                    | 2-3 | 0-0 | 0-3 | 0-0 |     | 3-1 |
| 6    | Andorre | 0   | 10 | 0 | 0 | 10 | 3  | 28 | -25  |  | Andorre                    | 0-1 | 0-2 | 1-2 | 0-2 | 0-3 |     |

## Groupe 5
| Rang | Équipe     | Pts | J | G | N | P | Bp | Bc | Diff |  | Résultats (▼ dom., ► ext.) |     |     |     |     |     |
| ---- | ---------- | --- | - | - | - | - | -- | -- | ---- |  | -------------------------- | --- | --- | --- | --- | --- |
| 1    | Suède      | 22  | 8 | 7 | 1 | 0 | 10 | 1  | +9   |  | Suède                      |     | 2-1 | 2-0 | 1-0 | 2-0 |
| 2    | Angleterre | 13  | 8 | 3 | 4 | 1 | 14 | 4  | +10  |  | Angleterre                 | 0-0 |     | 3-1 | 0-0 | 6-0 |
| 3    | Pologne    | 13  | 8 | 4 | 1 | 3 | 12 | 8  | +4   |  | Pologne                    | 0-1 | 0-0 |     | 2-0 | 3-0 |
| 4    | Bulgarie   | 8   | 8 | 2 | 2 | 4 | 6  | 8  | -2   |  | Bulgarie                   | 0-1 | 1-1 | 0-3 |     | 3-0 |
| 5    | Luxembourg | 0   | 8 | 0 | 0 | 8 | 2  | 23 | -21  |  | Luxembourg                 | 0-1 | 0-3 | 2-3 | 0-2 |     |

## Groupe 6
| Rang | Équipe      | Pts | J | G | N | P | Bp | Bc | Diff |  | Résultats (▼ dom., ► ext.) |     |     |     |     |     |
| ---- | ----------- | --- | - | - | - | - | -- | -- | ---- |  | -------------------------- | --- | --- | --- | --- | --- |
| 1    | Espagne     | 21  | 8 | 7 | 0 | 1 | 42 | 5  | +37  |  | Espagne                    |     | 3-0 | 9-0 | 8-0 | 9-0 |
| 2    | Israël      | 13  | 8 | 4 | 1 | 3 | 25 | 9  | +16  |  | Israël                     | 1-2 |     | 5-0 | 3-0 | 8-0 |
| 3    | Autriche    | 13  | 8 | 4 | 1 | 3 | 19 | 20 | -1   |  | Autriche                   | 1-3 | 1-1 |     | 3-1 | 7-0 |
| 4    | Chypre      | 12  | 8 | 4 | 0 | 4 | 12 | 21 | -9   |  | Chypre                     | 3-2 | 3-2 | 0-3 |     | 4-0 |
| 5    | Saint-Marin | 0   | 8 | 0 | 0 | 8 | 1  | 44 | -43  |  | Saint-Marin                | 0-6 | 0-5 | 1-4 | 0-1 |     |

## Groupe 7
| Rang | Équipe        | Pts | J  | G | N | P | Bp | Bc | Diff |  | Résultats (▼ dom., ► ext.) |     |     |     |     |     |     |
| ---- | ------------- | --- | -- | - | - | - | -- | -- | ---- |  | -------------------------- | --- | --- | --- | --- | --- | --- |
| 1    | Roumanie      | 24  | 10 | 7 | 3 | 0 | 25 | 3  | +22  |  | Roumanie                   |     | 1-1 | 0-0 | 2-0 | 4-0 | 7-0 |
| 2    | Portugal      | 23  | 10 | 7 | 2 | 1 | 32 | 4  | +28  |  | Portugal                   | 0-1 |     | 1-0 | 3-0 | 7-0 | 8-0 |
| 3    | Slovaquie     | 17  | 10 | 5 | 2 | 3 | 12 | 9  | +3   |  | Slovaquie                  | 1-5 | 0-3 |     | 0-0 | 3-0 | 2-0 |
| 4    | Hongrie       | 12  | 10 | 3 | 3 | 4 | 14 | 10 | +4   |  | Hongrie                    | 1-1 | 1-3 | 0-1 |     | 3-0 | 5-0 |
| 5    | Azerbaïdjan   | 4   | 10 | 1 | 1 | 8 | 6  | 26 | -20  |  | Azerbaïdjan                | 0-1 | 1-1 | 0-1 | 0-4 |     | 4-0 |
| 6    | Liechtenstein | 4   | 10 | 1 | 1 | 8 | 2  | 39 | -37  |  | Liechtenstein              | 0-3 | 0-5 | 0-4 | 0-0 | 2-1 |     |

## Groupe 8
| Rang | Équipe               | Pts | J | G | N | P | Bp | Bc | Diff |  | Résultats (▼ dom., ► ext.) |     |     |     |     |     |
| ---- | -------------------- | --- | - | - | - | - | -- | -- | ---- |  | -------------------------- | --- | --- | --- | --- | --- |
| 1    | RF Yougoslavie       | 17  | 8 | 5 | 2 | 1 | 18 | 8  | +10  |  | RF Yougoslavie             |     | 1-0 | 0-0 | 3-1 | 4-1 |
| 2    | République d'Irlande | 16  | 8 | 5 | 1 | 2 | 14 | 6  | +8   |  | République d'Irlande       | 2-1 |     | 2-0 | 1-0 | 5-0 |
| 3    | Croatie              | 15  | 8 | 4 | 3 | 1 | 13 | 9  | +4   |  | Croatie                    | 2-2 | 1-0 |     | 3-2 | 2-1 |
| 4    | Macédoine            | 8   | 8 | 2 | 2 | 4 | 13 | 14 | -1   |  | Macédoine                  | 2-4 | 1-1 | 1-1 |     | 4-0 |
| 5    | Malte                | 0   | 8 | 0 | 0 | 8 | 6  | 27 | -21  |  | Malte                      | 0-3 | 2-3 | 1-4 | 1-2 |     |

## Groupe 9
| Rang | Équipe             | Pts | J  | G  | N | P | Bp | Bc | Diff |  | Résultats (▼ dom., ► ext.) |     |     |     |     |     |     |
| ---- | ------------------ | --- | -- | -- | - | - | -- | -- | ---- |  | -------------------------- | --- | --- | --- | --- | --- | --- |
| 1    | Tchéquie           | 30  | 10 | 10 | 0 | 0 | 26 | 5  | +21  |  | Tchéquie                   |     | 3-2 | 4-1 | 3-0 | 2-0 | 2-0 |
| 2    | Écosse             | 18  | 10 | 5  | 3 | 2 | 15 | 10 | +5   |  | Écosse                     | 1-2 |     | 3-2 | 1-0 | 3-0 | 2-1 |
| 3    | Estonie            | 11  | 10 | 3  | 2 | 5 | 15 | 17 | -2   |  | Estonie                    | 0-2 | 0-0 |     | 1-4 | 1-2 | 5-0 |
| 4    | Bosnie-Herzégovine | 11  | 10 | 3  | 2 | 5 | 14 | 17 | -3   |  | Bosnie-Herzégovine         | 1-3 | 1-2 | 1-1 |     | 2-0 | 1-0 |
| 5    | Lituanie           | 11  | 10 | 3  | 2 | 5 | 8  | 16 | -8   |  | Lituanie                   | 0-4 | 0-0 | 1-2 | 4-2 |     | 0-0 |
| 6    | Îles Féroé         | 3   | 10 | 0  | 3 | 7 | 4  | 17 | -13  |  | Îles Féroé                 | 0-1 | 1-1 | 0-2 | 2-2 | 0-1 |     |

## Meilleur deuxième
Un classement comparatif des deuxièmes de chacun des huit groupes est établi. Dans ce classement sont uniquement pris en compte les résultats des matchs de chaque groupe opposant le deuxième à ceux qui ont terminé premier, troisième et quatrième. Les autres résultats sont ignorés. 
| Rang | Équipe               | Pts | J | G | N | P | Bp | Bc | Diff |
| ---- | -------------------- | --- | - | - | - | - | -- | -- | ---- |
| 1    | Portugal             | 13  | 6 | 4 | 1 | 1 | 11 | 3  | +8   |
| 2    | Turquie              | 13  | 6 | 4 | 1 | 1 | 12 | 5  | +7   |
| 3    | Écosse               | 10  | 6 | 3 | 1 | 2 | 9  | 6  | +3   |
| 4    | Danemark             | 10  | 6 | 3 | 1 | 2 | 10 | 8  | +2   |
| 5    | Ukraine              | 10  | 6 | 2 | 4 | 0 | 6  | 4  | +2   |
| 6    | République d'Irlande | 10  | 6 | 3 | 1 | 2 | 6  | 4  | +2   |
| 7    | Israël               | 7   | 6 | 2 | 1 | 3 | 12 | 9  | +3   |
| 8    | Angleterre           | 7   | 6 | 1 | 4 | 1 | 5  | 4  | +1   |
| 9    | Slovénie             | 7   | 6 | 2 | 1 | 3 | 6  | 12 | -6   |

Le Portugal, classé meilleur deuxième en devançant la Turquie à la différence de buts est qualifié. Les 8 autres équipes se disputent en barrages les 4 dernières places pour le tournoi final.

## Barrages
| Équipe 1             | Résultat | Équipe 2   | Aller  | Retour |
| -------------------- | -------- | ---------- | ------ | ------ |
| Écosse               | 1 - 2    | Angleterre | 0 - 2  | 1 - 0  |
| Israël               | 0 - 8    | Danemark   | 0 - 5  | 0 - 3  |
| Slovénie             | 3 - 2    | Ukraine    | 2 - 1  | 1 - 1  |
| République d'Irlande | 1 - 1    | Turquie    | 1 - 1e | 0 - 0  |

1. ↑  La Turquie se qualifie grâce à la règle du but marqué à l'extérieur.

## Les qualifiés
Les 16 qualifiés pour le tournoi final sont :
| Belgique (pays organisateur) Portugal Roumanie Norvège Italie Allemagne France Suède | Pays-Bas (pays organisateur) Espagne RF Yougoslavie Tchéquie Danemark Angleterre Slovénie Turquie |  |